# Claudinho
Claudinho (* 28. Januar 1997 in Guarulhos; bürgerlich Cláudio Luiz Rodrigues Parise Leonel) ist ein brasilianisch-russischer Fußballspieler.

## Karriere

### Santos
Im Alter von sechs Jahren trat er der Jugendakademie des FC Santos bei.

### Corinthians
2015 folgte dann der Wechsel in die Juniorenmannschaft der Corinthians São Paulo. In der Série A 2015 saß Claudinho am 24., 25. und 26. Spieltag auf der Reservebank seines Klubs, der dann im Dezember des Jahres die Meisterschaft feiern konnte. Anfang 2016 bestritt Claudinho ein Spiel in der Staatsmeisterschaft von São Paulo, wurde aber für die Meisterschaftsrunde an den damaligen Zweitligisten CA Bragantino ausgeliehen.

### Bragantino
Der variable Offensivspieler lief 19 mal für den Verein aus Bragança Paulista auf und blieb dabei ohne Torerfolg.

### Santo André
2017 war er an Santo André ausgeliehen.

### Ponte Preta
2017 folgte ein ablösefreier Wechsel zu Ponte Preta. Dieser Verein verlieh Claudinho ebenfalls mehrfach. Nach den Leihstationen Red Bull Brasil und Oeste FC wechselte der Spielmacher im September 2019 zu CA Bragantino, welcher immer noch in der zweithöchsten brasilianischen Spielklasse, der Serie B antrat. Der Klub zahlte an Ponte Preta für 50 % der Transferrechte 1 Million Real und für die anderen 50 % rund 1,5 Millionen Real an Corinthians. In der Série B 2019 hatte er mit 20 Scorerpunkten (9 Tore sowie 11 Torvorlagen) einen gewichtigen Anteil am Aufstieg des Vereins.

### Red Bull Bragantino
In der darauffolgenden Erstligasaison firmierte der Verein infolge der Übernahme durch den gleichnamigen Getränkehersteller unter dem Namen Red Bull Bragantino. Claudinho konnte an seine Leistungen aus der Vorsaison anknüpfen und war 2020 in 35 Ligaspielen an 24 Toren direkt beteiligt. Seine 18 selbst erzielten Tore brachten ihm den Titel als Torschützenkönig der ersten brasilianischen Liga ein. Anfang Januar 2021 wurde der Vertrag zwischen Claudinho und Bragantino bis Ende 2024 verlängert.

### Zenit
Im August 2021 wechselte Claudinho nach Russland zu Zenit St. Petersburg. Die Ablösesumme betrug 15 Millionen Euro. Des Weiteren soll Bragantino 20 % eines zukünftigen Verkaufserlöses erhalten.
In seiner ersten Saison bei Zenit wurde Claudinho von Athleten, die in der russischen ersten Liga arbeiten, zum besten Spieler der Saison 2021/22 der russischen Meisterschaft gewählt. Er nahm an 31 Spielen teil, in denen er 10 Tore erzielte und drei Vorlagen erzielte.

### Al-Sadd Sports Club
Im Januar 2025 zog es ihn nach Katar. Hier unterschrieb er einen Vertrag beim Erstligisten al-Sadd Sports Club. Am Ende der Saison 2024/25 feierte er mit al-Sadd die katarische Meisterschaft.

## Nationalmannschaft
Im Juni 2021 wurde Claudinho in den Kader der Olympiaauswahl für das Fußballturnier der Olympischen Sommerspiele 2021 berufen. Am Ende des Turniers konnte die Auswahl die Mannschaft Spaniens im Finale mit 2:1 besiegen und Claudinho die Goldmedaille feiern.
Die Teilnahme an diesem Turnier als offiziellen Wettbewerb nach FIFA-Charta Artikel 3 Absatz 5 steht nach dem Erhalt der russischen Staatsbürgerschaft im Februar 2023 in der Meinung des russischen Sportanwalts Michail Prokopez seinem Einsatz in der russischen Nationalmannschaft entgegen.

## Spielweise
Claudinho gilt als kreativer, technisch starker Spieler mit gutem Torabschluss. Sein Spiel ist variabel und nicht auf eine Spielposition beschränkt. Der ehemalige Sportdirektor von RB Leipzig, Markus Krösche, sieht in Claudinho einen Spieler, „der aus dem Bauch heraus spielt“.

## Erfolge
Zenit St. Petersburg
- Premjer-Liga: 2021/22, 2022/23

Corinthians
- Campeonato Brasileiro: 2015

Bragantino
- Série B: 2019

U-23 Nationalmannschaft
- Olympiasieger: 2021

al-Sadd Sports Club
- Katarischer Meister: 2024/25

## Auszeichnungen
- Torschützenkönig: Serie A 2020